# Gymnázium Boženy Němcové
Gymnázium Boženy Němcové je veřejné gymnázium v Hradci Králové s jedním typem studia – šestiletým. Gymnázium bylo založeno roku 1978. Původně sídlilo v Šimkově ulici, po přesunu části studentů z Gymnázia J. K. Tyla se přestěhovalo do budovy bývalé základní školy v Pospíšilově ulici. Škola měla k roku 2017 zhruba 540 studentů v 18 třídách, které vyučovali 44 interní a čtyři externí učitelé.[zdroj?] Na škole působí pěvecký sbor Gybon a při škole také působí Klub rodičů a přátel. Gymnázium má uzavřeno partnerství se školami ve Würzburgu a v Lythamu.

## Historie školy

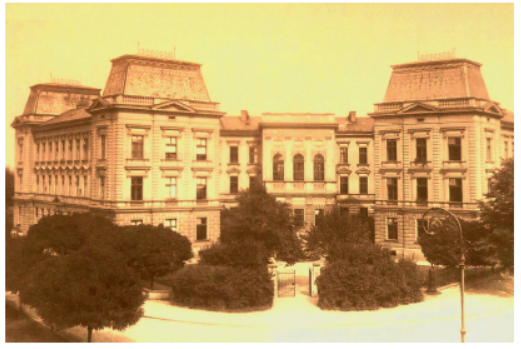
Historický pohled na školu z rohu Pospíšilovy a Šimkovy ulice

### Gymnázium Velká ulice 3
Gymnázium bylo založeno roku 1978 v reakci na potřebu vzniku druhého gymnázia v rostoucím městě. Do té doby jediné hradecké Gymnázium Josefa Kajetána Tyla už svou kapacitou nestačilo pokrývat poptávku po studiu gymnaziálního typu,[zdroj?] a proto bylo rozhodnuto o zřízení nové školy. První školní rok studovalo na gymnáziu celkem osm tříd, které byly převedeny z Gymnázia Josefa Kajetána Tyla a které vyučoval šestnáctičlenný pedagogický sbor, který do nově vzniklého gymnázia přešel taktéž z Gymnázia Josefa Kajetána Tyla.
Nové gymnázium působilo v tzv. pouchovské budově a podle adresy budovy bylo gymnázium pojmenováno – Gymnázium Velká ulice 3. Ředitelem se stal Vladimír Král, který společně s dalšími zaměstnanci školy během letních prázdnin roku 1978 pracoval na vybavení budovy pro účely výuky, aby bylo možné 1. září začít vyučovat studenty.[zdroj?]

### Gymnázium v Šimkově ulici
Ve školním roce 1980/81 byla část gymnázia přesunuta do části budovy ZŠ v Šimkově ulici, kterou bylo pro potřeby gymnázia možné uvolnit díky vzniku nových školních budov ve městě. Společně s přidělením nových prostor bylo do školy přesunuto dalších devět tříd z Gymnázia Josefa Kajetána Tyla společně s odpovídajícím počtem pedagogů. Výuka ve škole, která se nově jmenovala Gymnázium v Šimkově ulici, probíhala současné ve dvou budovách, které od sebe byly vzdáleny několik kilometrů, což bylo organizačně náročné.

### Gymnázium v Pospíšilově třídě
V roce 1983 se přestala používat pouchovská budova a proběhlo poslední stěhování školy, poté co gymnázium získalo celou budovu zrušené základní školy na Pospíšilově třídě. Také toto stěhování bylo spojeno se změnou názvu školy na Gymnázium v Pospíšilově třídě. Budova bývalé základní školy plně nevyhovovala potřebám gymnaziální výuky, chyběly hlavně odborné učebny.[zdroj?] Díky přestavbám v následujících letech vznikly posluchárny a laboratoře chemie, fyziky nebo biologie, učebna jazyků a učebna výpočetní techniky. Rost počet žáků, ve školním roce 1986/87 studovalo na gymnáziu 770 studentů ve 24 třídách, což byly nejvyšší počty v historii školy.[zdroj?]

### Gymnázium Boženy Němcové
V roce 1991 došlo k přejmenování školy na Gymnázium Boženy Němcové, po debatě zvítězil tento název nad druhou možností, která název školy spojovala s osobností prof. Františka Drtiny.[zdroj?] Výnos Ministerstva školství z roku 1936 sice celý komplex budov pojmenoval „Školy prof. Drtiny“, nad pokračováním tradice pojmenování školy po tomto filozofovi a pedagogovi však zvítězila vazba na blízkou sochu spisovatelky Boženy Němcové, která se už od roku 1950 nacházela před budovou. V následujících letech proběhly další stavební úpravy. Byly vybudovány podzemní šatny a nový hlavní vstup do školy (při stavbě byla socha Boženy Němcové dočasně přemístěna) a došlo k úpravě prostor před školou. V okolí sochy proběhly sadové úpravy, přibyly lavičky a chodníky.
Od školního roku 1992/93 došlo k zavedení šestiletého studia, které nejprve doplnilo klasické studium čtyřleté a později se stalo jediným typem studia na Gymnáziu Boženy Němcové. Poslední absolventi čtyřletého studia maturovali v roce 2015. Od školního roku 2004/2005 byla rozšířena nabídka volitelných předmětů. Předposlední ročník studia má o šest hodin volitelných předmětů týdně a maturitní ročník dvanáct hodin. Zaveden byl také elektronický systém, který nahradil papírovou třídní knihu. V rámci rekonstrukce budovy školy přišla na řadu také výměna oken, která byla dokončena roku 2016.
Ve školním roce 2017/2018, ve kterém gymnázium oslavilo čtyřicáté výročí vzniku, studovalo ve škole v osmnácti třídách celkem 536 studentů, které vyučovalo 46 interních učitelů a 4 externí učitelé.[zdroj?]

## Činnost

### Soutěže a olympiády
Studenti gymnázia se každoročně zúčastňují zeměpisné olympiády, biologické olympiády, přírodovědného klokana, ekologické olympiády a Fyzikální olympiády. Téměř 20 let[zdroj?] škola zajišťovala organizaci krajských kol Matematické olympiády.
Žáci se dále účastnili soutěže KRNAPu pro mladé přírodovědce, kde opakovaně získali umístění ve zlatém pásmu[zdroj?] a mezinárodního projektu Naturnet v rámci programu pro vědu a výzkum (v letech 2002 – 2006), který se snaží o propojení biologických znalostí s jazykovými a IT technologiemi.

### Francouzský jazyk
Od roku 1997 se ve výuce uplatňují divadelní techniky.[ujasnit][zdroj?] První skupina francouzského divadla vedená francouzskou lektorkou Brunhilde Gendras uvedla na Festivadle Brno 1999 La Fontainovy bajky, získala první cenu a reprezentovala ČR v La Roche-sur Yon na Festivale.[zdroj?] V roce 2003 byla skupině Atelier Théâtre Gybon udělena evropská jazyková cena Label za projekt Hrát francouzský jazyk. Atelier Théâtre Gybon za dobu své existence uvedl na šedesát her.

### Tvůrčí psaní
Seminář tvůrčího psaní byl na Gymnáziu Boženy Němcové založen v roce 2008 a prošla jím řada studentů, mezi nimi např. autoři Ondrej Macl nebo David Kořínek. V rámci semináře vychází od roku 2008 almanachy studentských textů, které na hodinách semináře vznikaly. V letech 2010 a 2011 vyhrál školní internetový časopis Punkl celostátní soutěž Časopis roku vyhlašovanou magazínem Topzine.cz. Od roku 2010 pořádá škola seminář pro studenty i pro veřejnost Setkání s dobrým čajem a s literaturou aneb Gybon Tea Party. Od roku 2012 je akce zařazena do programu Východočeského uměleckého maratonu Střediska východočeských spisovatelů.